# Variabile conjugate (termodinamică)
În termodinamică energia internă a unui sistem este exprimată în termeni de perechi de variabile conjugate, cum ar fi temperatura și entropia, presiunea și volumul sau potențialul chimic și numărul de particule. De fapt, toate potențialele termodinamice sunt exprimate în termeni de perechi conjugate. Produsul a două mărimi care sunt conjugate are ca unitate de măsură cea a energiei sau uneori cea a puterii.
La un sistem mecanic, un mic increment de energie este produsul unei forțe și a unei deplasări mici. O situație similară există și în termodinamică. O creștere a energiei unui sistem termodinamic poate fi exprimată ca suma produselor anumitor „forțe” generalizate care, atunci când sunt dezechilibrate, provoacă anumite „deplasări” generalizate, iar produsul celor două este energia transferată. Aceste forțe și deplasările lor asociate sunt numite variabile conjugate. Forța termodinamică este întotdeauna o variabilă intensivă, iar deplasarea este întotdeauna o variabilă extensivă, producând un transfer de energie care este o variabilă extensivă. Variabila intensivă (forța) este derivata energiei interne în funcție de variabila extensivă (deplasarea), în timp ce toate celelalte variabile extensive sunt menținute constante.
Ca instrument pentru a memora și a deriva unele dintre potențialele termodinamice pe baza variabilelor conjugate se poate folosi pătratul termodinamic.
În descrierea de mai sus, produsul a două variabile conjugate dă o energie. Cu alte cuvinte, perechile conjugate sunt conjugate în ceea ce privește energia. În general, perechile conjugate pot fi definite în raport cu orice funcție de stare termodinamică. Perechile conjugate în raport cu entropia liberă sunt adesea folosite, unde produsul perechilor conjugate dă o entropie. Astfel de perechi conjugate sunt deosebit de utile în analiza proceselor ireversibile, așa cum este exemplificat în derivarea relațiilor de reciprocitate ale lui Onsager.

## Descriere
Așa cum o mică creștere a energiei într-un sistem mecanic este produsul unei forțe înmulțite cu o mică deplasare, tot așa și o creștere a energiei unui sistem termodinamic poate fi exprimată ca suma produselor anumitor „forțe” generalizate care, atunci când nu sunt echilibrate, provoacă anumite „deplasări” generalizate, produsul lor fiind energia transferată ca urmare. Aceste forțe și deplasările lor asociate se numesc „variabile conjugate”. De exemplu, luați în considerare perechea conjugată {\displaystyle pV}. Presiunea {\displaystyle p} acționează ca o forță generalizată: diferențe de presiune forțează o modificare a volumului {\displaystyle \mathrm {d} V}, iar produsul este energia cedată de sistem sub formă de lucru mecanic. Aici, presiunea este forța motrice, volumul este deplasarea asociată, iar cele două formează o pereche de variabile conjugate. Similar, diferențele de temperatură determină modificări ale entropiei, iar produsul este energia transferată sub formă de căldură. Forța termodinamică este întotdeauna o variabilă intensivă, iar deplasarea este întotdeauna o variabilă extensivă, producând o energie, care este o mărime extensivă. Variabila intensivă (forță) este derivata energiei interne (extensive) în funcție de variabila extensivă (deplasare), cu toate celelalte variabile extensive menținute constante.
Teoria potențialelor termodinamice nu este completă cât timp nu se consideră numărul de particule dintr-un sistem ca o variabilă la egalitate cu celelalte cantități extinse, cum ar fi volumul și entropia. Numărul de particule este, ca și volumul și entropia, variabila de deplasare într-o pereche conjugată. Componenta generalizată de forță a acestei perechi este potențialul chimic. Potențialul chimic poate fi considerat ca o forță care, atunci când nu este echilibrată, determină un schimb de particule, fie cu mediul înconjurător, fie între fazele din interiorul sistemului. În cazurile în care există un amestec de substanțe chimice și faze, acesta este un concept util. De exemplu, dacă un recipient conține apă lichidă și vapori de apă, va exista un potențial chimic (care este negativ) al lichidului, care determină moleculele de apă să treacă în zona de vapori (evaporare) și un potențial chimic pentru vapori, care determină moleculele de vapori să treacă în zona de lichid (condensare). Echilibrul se obține numai atunci când aceste „forțe” se echilibrează, iar fazele au același potențialul chimic.
Cele mai frecvent considerate variabile termodinamice conjugate sunt (cu unitățile SI corespunzătoare):
Parametri termodinamici:
- temperatura: {\displaystyle T}  (K)
- entropia: {\displaystyle S}  (J K−1)

Paremetri mecanici:
- presiunea: {\displaystyle p}  (Pa= J m−3)
- volumul: {\displaystyle V}  (m3 = J Pa−1)

sau, mai general,
- tensiunea: {\displaystyle \sigma _{ij}\,} (Pa = J m−3)
- deformarea: {\displaystyle V\times \varepsilon _{ij}} (m3 = J Pa−1)

Parametri de material:
- potențialul chimic: {\displaystyle \mu } (J)
- numărul de particule: {\displaystyle N} (particule sau moli)

Pentru un sistem cu diferite tipuri {\displaystyle i} de particule, o mică modificare a energiei interne este dată de:
{\displaystyle \mathrm {d} U=T\,\mathrm {d} S-p\,\mathrm {d} V+\sum _{i}\mu _{i}\,\mathrm {d} N_{i}\,,}
unde {\displaystyle U} este energia internă, {\displaystyle T} este temperatura, {\displaystyle S} este entropia, {\displaystyle p} este presiunea, {\displaystyle V} este volumul, {\displaystyle \mu _{i}} este potențialul chimic al particule de tipul {\displaystyle i,} iar {\displaystyle N_{i}} este numărul de particule de tipul {\displaystyle i} din sistem.
Aici, temperatura, presiunea și potențialul chimic sunt forțele generalizate, care conduc la modificările generalizate ale entropiei, volumului și, respectiv, a numărului de particule. Acești parametri afectează toți energia internă a unui sistem termodinamic. O mică modificare {\displaystyle \mathrm {d} U} în energia internă a sistemului este dată de suma fluxului de energie care traversează „pereții” (limitele) sistemului datorită perechii conjugate corespunzătoare. Aceste concepte vor fi extinse în secțiunile următoare.
În timp ce se ocupă de procese în care sistemele schimbă materie sau energie, termodinamica clasică nu se preocupă de viteza cu care au loc astfel de procese, care determină cinetica. Din acest motiv, termenul „termodinamică” este de obicei folosit sinonim cu „termodinamică de echilibru”. O noțiune centrală pentru această conexiune este aceea de procese cvasistatice, și anume, procese idealizate, „infinit de lente”. Procesele termodinamice dependente de timp și aflate departe de echilibru sunt studiate de termodinamica de neechilibru. Acest lucru se poate face prin analiza liniară sau neliniară a proceselor ireversibile, permițând studierea sistemelor aflate aproape, respectiv departe de echilibru.

## Perechi presiune/volum și tensiuni/deformații
Ca exemplu, fie perechea conjugată {\displaystyle pV.} Presiunea acționează ca o forță generalizată – diferențele de presiune forțează o modificare a volumului, iar produsul lor este energia cedată de sistem sub formă de lucru mecanic. Presiunea este forța motrice, volumul este deplasarea asociată, iar cele două formează o pereche de variabile conjugate.
Cele de mai sus sunt valabile numai pentru fluidele nevâscoase. În cazul fluidelor viscoase și solidelor plastice⁠(d) și elastice, forța de presiune este generalizată la tensiuni, iar modificările de volum sunt generalizate la deformații. Acestea formează o pereche conjugată. Dacă {\displaystyle \sigma _{ij}} este componenta ij a tensorului tensiunii, iar {\displaystyle \varepsilon _{ij}} este componenta ij a tensorului deformațiilor, atunci lucrul mecanic efectuat ca rezultat al unei deformații infinitezimale produse de tensiune, {\displaystyle \mathrm {\varepsilon } _{ij}}, este:
{\displaystyle \delta \ell =V\sum _{ij}\sigma _{ij}\,\mathrm {d} \varepsilon _{ij}}
sau, folosind notația Einstein⁠(d) pentru tensori, în care se presupune că indici repetați sunt însumați:
{\displaystyle \delta \ell =V\sigma _{ij}\,\mathrm {d} \varepsilon _{ij}}
În cazul compresiunii pure (adică fără forțe tăietoare), tensorul tensiunii este presiunea (cu semn schimbat) înmulțit cu tensorul unitate⁠(d), astfel încât
{\displaystyle \delta \ell =V\,(-p\delta _{ij})\,\mathrm {d} \varepsilon _{ij}=-\sum _{k}pV\,\mathrm {d} \varepsilon _{kk}}
Urma tensorului deformațiilor ({\displaystyle \varepsilon _{kk}}) este modificarea volumului, astfel încât cele de mai sus se reduc la {\displaystyle \delta \ell =-p\mathrm {d} V} așa cum ar trebui.

## Perechea temperatură/entropie
Similar, diferențele de temperatură determină modificări ale entropiei, iar produsul lor este energia transferată prin încălzire. Temperatura este forța motrice, entropia este deplasarea asociată, iar cele două formează o pereche de variabile conjugate. Perechea temperatură/entropie de variabile conjugate este singurul termen de căldură; ceilalți termeni sunt diverse forme de lucru mecanic.

## Perechea potențial chimic/număr de particule
Potențialul chimic este ca o forță care determină o creștere a numărului de particule. În cazurile în care există un amestec de substanțe chimice și faze, acesta este un concept util. De exemplu, dacă un recipient conține apă și vapori de apă, va exista un potențial chimic (care este negativ) pentru lichid, determinând trecerea moleculelor de apă în vapori (evaporare) și un potențial chimic pentru vapori, determinând trecerea moleculelor de vapori în lichid (condensare). Atunci când aceste „forțe” se echilibrează se obține echilibrul.